# Нельсина
Нельсина — деревня в Кудымкарском районе Пермского края. Входила в состав Верх-Иньвенского сельского поселения. Располагается на правом берегу реки Котыс юго-западнее от города Кудымкара. Расстояние до районного центра составляет 36 км. По данным Всероссийской переписи населения 2010 года, в деревне проживало 39 человек (22 мужчины и 17 женщин).

## История
По данным на 1 июля 1963 года, в деревне проживал 281 человек. Населённый пункт входил в состав Деминского сельсовета.